# 제임스 버스비
제임스 버스비(James Busby, 1801년 2월 10일 - 1871년 7월 31일)는 영국의 정치인이다. 1833년부터 1840년 사이에 뉴질랜드에 파견되어, 현지 정부 기관으로 뉴질랜드와 협상에 임했다. 그러나 와이탕이 조약 체결 이전에 있었기 때문에, 그 법적 지위가 불명확했고, 영국 사람을 감독하는 권한과 마오리족과 단독 협상 권한은 부여받지 못했다. 당시 빈발한 뉴질랜드의 정세 불안 대책과, 그것을 비난하는 여론에 대한 대책으로 파견되었다고 볼 수 있다.

## 생애
그는 잉글랜드의 기술자 존 버스비와 사라 케네디의 아들로 스코트랜드에서 태어났다. 그의 가족은 1824년 브리튼에서 뉴 사우스 웨일즈로 이민을 갔다. 버스비는 곧 잉글랜드로 돌아와서 스페인과 프랑스에 포도 재배를 공부하기 위해 방문하기 전까지 정부 기관에서 일을 했다.
1832년 3월에 뉴질랜드 영국 거주민의 임명되었고, 유럽에서 모은 포도를 가지고 뉴질랜드의 아일랜드 만으로 갔다. 1832년 11월 그는 아그네스 도우와 뉴사우스웨일스의 헌터 밸리에 있는 세겐호에서 결혼을 했다. 집은 와이탕이에 마련해 두었고, 그곳에서 그는 포도를 재배하여 포도주를 만들었다.

## 같이 보기
- 뉴질랜드 포도주